# アジアサッカー連盟
アジアサッカー連盟（アジアサッカーれんめい、英: Asian Football Confederation, 略称はAFC）は、アジアを中心にオセアニアの一部を含む国と地域の47のサッカー協会を統括する、国際サッカー連盟（FIFA）傘下のサッカーの競技団体。1954年5月8日に設立。事務局の所在地はマレーシアのクアラルンプール。スローガンは「ONE ASIA ONE GOAL」。47協会が加盟しているが、その内、FIFAから公認されているのは、46協会である。
2005年まではオセアニアサッカー連盟（OFC）に所属していたオーストラリアが2006年1月1日付けでAFCへ転籍し、最も広大な領域を持つサッカー連盟となった。その広大さゆえに生ずる諸問題等を解決する為に、AFC内の委員会で分割が検討されている。

## 概要
現在、AFCは世界でもっとも広大な地域を管轄するサッカー協会である。その範囲は、東はオーストラリアやグアム、西はパレスチナやレバノン、シリアにまで及び、加盟国間の東端と西端の間では季節によっては8〜9時間の時差があるほどである。加盟国間の総人口も、中国、インドの両国を抱えるだけに、世界の総人口の約半数にも達する。
しかし、抱える問題も数多い。その1つに、中東の産油国を抱えているため、オイルマネーに流されやすい傾向が挙げられる。近年はその風潮も和らいではいるものの、90年代まではFIFAワールドカップアジア予選開催地に中東のスタジアムを選ぶ（1994年アメリカ大会アジア予選までは集中開催方式が中心だった）など、中東・湾岸諸国が有利になるような大会運営が散見された。また前述の通りAFCは統括範囲が広範囲に及ぶため、ホーム・アンド・アウェーで試合を行うと、長距離移動による選手の疲労が無視できないなど、アジアならではの問題も抱えている。
アジア人プレイヤーとしてヨーロッパのクラブでプレーする選手も年々増えており、彼らの功績や経験もアジアサッカー界全体のレベルアップにも繋がっていると言える。世界最高峰の大会であるUEFAチャンピオンズリーグにも毎シーズンアジア国籍のプレイヤーが出場しており、冨安健洋、久保建英などが活躍している。しかし、欧州のクラブに在籍していても試合に出場する事が出来ないという事例もまだまだ多く、オーストラリア、日本、韓国、イランなどの一部のアジアの強豪国の選手を除くと欧州でプレーすること自体が困難な現状もある（例外的に、ウズベキスタンのマクシム・シャツキフ、オマーンのアリ・アル・ハブシなどがいる）。
また、発展途上国も加盟しているAFCは、2009年に、収益の1パーセントを寄付する事業をはじめとする「ドリームアジア・プロジェクト」を発足させるなど、社会貢献活動を積極的に行う姿勢を示している。2010年5月には、世界的な飢餓問題の解決に向けてFAO（国際食糧農業機関）とパートナーシップ協定を締結した。

## 歴史

### 1980年代まで
フィリピン首都マニラで開催された1954年第2回マニラアジア大会がきっかけとなり、アジア各国のサッカー協会の代表者らがマニラアジア大会開催中の1954年5月8日にアジアサッカー連盟（AFC）を設立し、マレーシア首都クアラルンプールに本部を置いた。同年6月21日、AFCはFIFAからFIFA傘下の地域連盟として承認された。この時のAFC創設メンバーはアフガニスタン、ミャンマー、台湾、香港、インド、インドネシア、日本、韓国、パキスタン、フィリピン、シンガポール、ベトナム、イスラエルの13か国である(なお、AFCは政治的配慮により今もなお、イスラエルを創設メンバーとして認めておらず、AFC創設メンバーは12か国であるとしている)。当初はイスラエルや韓国がアジアの強豪であったが、アラブ・中東諸国がオイルマネーやガルフカップを背景に台頭し、特に1970年代にはイランがAFCアジアカップで3連覇を達成した。その後、サウジアラビア、イラク、クウェート、UAEなども加わり、1990年代前半までは、1986年FIFAワールドカップ・メキシコ大会に8大会ぶりに本大会出場を果たした韓国を除き、ほぼ西アジア諸国のなすがままとなった。
イスラエルは、AFC創設メンバーだったが、イスラエル＝アラブ紛争（パレスチナ問題および中東戦争等）により周辺アラブ諸国との関係が悪化し、アラブ諸国を中心としたボイコット(対戦拒否、大会参加拒否)が激化。1973年10月6日に第四次中東戦争が起こると、対戦不可能な状態に陥った。そして、テヘランアジア大会の大会期間中の1974年9月14日に、イラン首都テヘランで開催されたAFC総会で除名された。なおテヘランアジア大会のサッカー競技にイスラエルは出場しており、決勝を地元イランと戦い、0-1で敗れた。この試合がAFCとしてのイスラエルの最後の試合となった。その後、地域連盟未所属のまま活動を続け、除名されていながらアジア・オセアニア予選に組みいられたり、欧州予選に参加したり、オセアニア予選に参加したり、オセアニアサッカー連盟(OFC)の暫定メンバーになったりなどの紆余曲折を経て、1992年から欧州サッカー連盟(UEFA)に加盟した。

### 1990年代
1990年代に入っても、イランやサウジアラビア等の中東勢及び韓国がアジアでの強豪の地位を占める一方、ダイナスティカップ1992やAFCアジアカップ1992で優勝した日本が、徐々にこれらアジアのサッカー強国に並ぶ地位へと浮上する。
ソビエト連邦(ソ連)の崩壊に伴い、独立した中央アジア5ヶ国（ウズベキスタン・カザフスタン・キルギス・タジキスタン・トルクメニスタン）は、ソ連が欧州サッカー連盟(UEFA)だったため、UEFAかAFCか選択できた。中央アジア5か国とも、1994年に一斉にAFCへ新規加入を果たした。その中央アジア5カ国の一員で、AFC新規加入年の1994年に行われた広島アジア大会サッカー競技でいきなり優勝を遂げたウズベキスタンやAFCアジアカップで決勝トーナメント進出の常連となった中国等が、アジアのサッカー強豪国へと名乗りを挙げた。

### 2000年代
1994年にAFCに新規加入したカザフスタンは選手やファンの反対（UEFA加盟を希望）を押し切って加入したAFCでもワールドカップ本大会出場を果たせなかったことから2001年にAFCを脱退し、2002年4月からUEFAに加盟した。AFCに同時に加盟したウズベキスタンも、2005年9月3日の2006年独W杯アジア予選アジアプレーオフ対バーレーン戦の裁定への不満（吉田寿光主審の誤審問題）からUEFA転籍を示唆したが、最終的には、転籍せずAFCに残留した。
2006年独W杯で決勝トーナメントへ進出したオーストラリア(以下豪州と略すことあり)は、「W杯オセアニアサッカー連盟(OFC)独自出場枠が無く32年間当時の大陸間プレーオフで南米などの強豪国にW杯出場を阻まれ続けたこと(当時の大陸間プレーオフは、オセアニアは南米と対戦でほぼ固定)」、「W杯オセアニア予選でも10点差以上の大差がつくなど他のOFC加盟国と実力差が大きすぎ強化につながらないこと」を理由に、以前からAFC転籍を希望していた。初めて時差なしで観戦出来た2002年日韓W杯で、オーストラリア国民のサッカーへの関心が高まったことに商業的価値を見出したジョン・ハワード豪州首相が、豪州サッカーのアジア進出を計画。以降、豪州政府の後押しを受け、オーストラリアサッカー連盟が念入りにロビー活動を展開した結果、AFC転籍を許可され、2005年4月17日にOFCを脱退し、2006年1月1日付けでAFCに加盟した（ただし、オーストラリアは既に2005年にオセアニアサッカー連盟(OFC)代表として出場権を獲得していた為、2006年独W杯へはOFC代表として出場した）。他、オセアニアのうち、グアム、北マリアナ諸島(準加盟)についても距離や地理的な関係などからアジアサッカー連盟(AFC)に参加している。

### レベルアップへの試み
2002 FIFAワールドカップを契機に、アジアの実力中堅国の競技レベルが上昇。バーレーンやカタールといった湾岸の小国が上位国を破ることも珍しくなくなった。また、イラク戦争によって大きな打撃を受けたイラクがAFCアジアカップ2007で並み居るサッカー強国を押しのけて優勝を果たした。また、ASEAN地域では2007 東南アジアサッカー選手権でタイを破って優勝したシンガポールの成長も著しい。
こうした動きをさらに加速させ、加盟国全体の競技レベルを上げるため、2002年9月からAFCはその支援プログラムであるビジョン・アジア を立ち上げ、中国、ヨルダン、インドなど数ヶ国で活動を開始。また一方で中堅国と下位国の格差が拡大したことで、実力下位の諸国の底上げを図るため、AFC内のFIFAランキング25位以下のチームが参加可能なAFCチャレンジカップも2006年から2014年まで開催されていた。同大会を廃止する代わりに、2019年アジアカップから本大会出場国を以前の16代表から8代表増やし24代表に拡大した。
また、FIFAワールドカップなどの世界大会のアジア予選では、以前は実力が離れすぎた国が予選で対戦することがしばしば起き、強化の妨げになっていたことがあったが、2006 FIFAワールドカップ・アジア予選からシード順（2006年大会予選・2018年大会予選はFIFAランキング順、2010年大会予選・2014年大会予選はそれぞれ前大会の成績順）によって参加する予選の段階を変化させ、実力の近い国同士が対戦することで、より強化が図られるようになった。

## AFC分割案

### 概要
上述の通り、長距離移動などのAFCの問題があり、それらを一挙に解消する為に広大なアジアを分割しようという議論は以前からあった。2006年1月1日付けでオーストラリアがAFCに転籍すると、東西南北に広がった最大時差8時間という世界最大の地域がAFCとして一つにくくられることになり、AFC内の委員会でAFC分割（主に東西分割）が検討されるようになった。長距離移動の問題、国際Aマッチデーが集中する7〜8月が西アジアの暑さ により使えない問題、欧州のシーズンに近い西アジアと春秋制が中心の東アジアとでは時期によって格段にコンディション差がある問題、さらに同じ時期でも場所により気候が大きく違う問題などの諸問題を解決する為である。
また、西アジアの勢力図の変化も東西分割案を後押ししている。西アジアでは代表チームの実力、協会の政治力で、サウジアラビアの一強時代が長く続き、突出し過ぎていたため、東西のアジア分割に現実味はなかったが、現在では湾岸諸国が台頭し、バランスが取れてきている。

### 分割案例
AFC内委員会が検討している分割案にはいくつかあるが、主な案は東西分割案である。
東西分割案
加盟国・地域「46」(北マリアナ諸島を含めると47)の内、東アジアと東南アジアとオーストラリアを合わせた「21」(北マリアナ諸島を含めると22)を東へ、中央・南・西を合わせた「25」を西とする。
AFCとオセアニアサッカー連盟（OFC）を合併後、東西分割案
AFC加盟国・地域「46」(北マリアナ諸島を含めると47)+OFC「11」の計57(北マリアナ諸島を含めると58)の内、東アジアと東南アジアとオセアニアを合わせた「32」(北マリアナ諸島を含めると33)を東へ、中央・南・西を合わせた「25」を西とする。
ただ、AFCとOFCを統合した上での再編となると、オセアニアが東アジアと統合されることになるが、オセアニアへの飛行機での移動は乗り換え時間も含め非常に時間がかかり、むしろ従来通りの予選のままで、東アジアから西アジアへ移動する方が負担が少ないとの指摘もある。

## AFC内の地域連盟
AFCに加盟している国と地域は、同じ地域での交流をより深め、その地域内でのサッカーの発展させるため、地域サッカー連盟を結成している。その活動として、地域内の大会を開催している。
- ASEANサッカー連盟（AFF）
- 南アジアサッカー連盟（SAFF）
- 中央アジアサッカー協会（CAFA）
- 西アジアサッカー連盟（WAFF）
- 東アジアサッカー連盟（EAFF）

※東アジアサッカー連盟は、AFCの下部組織ではなく「FIFA 直属の独立した組織」という形態をとっている。これは、東アジアサッカー連盟の目的が、AFC内での東アジアの発言力向上を目指している為である。

## 加盟協会
現在、以下の47の国・地域の協会が加盟している（※五十音順）。
| 地区 | 協会                   | 代表      | 創設 | AFC 加盟 | 出典                 |
| ---- | ---------------------- | --------- | ---- | -------- | -------------------- |
| 中央 | アフガニスタン         | 男子/女子 | 1933 | 1954     | [ 13 ]               |
| 西   | アラブ首長国連邦       | 男子      | 1971 | 1974     | [ 14 ]               |
| 西   | イエメン               | 男子      | 1962 | 1962     | [ 15 ]               |
| 西   | イラク                 | 男子      | 1948 | 1971     | [ 16 ]               |
| 中央 | イラン                 | 男子/女子 | 1920 | 1958     | [ 17 ]               |
| 南   | インド                 | 男子/女子 | 1937 | 1954     | [ 18 ]               |
| 東南 | インドネシア           | 男子/女子 | 1930 | 1954     | [ 19 ]               |
| 中央 | ウズベキスタン         | 男子/女子 | 1946 | 1994     | [ 20 ]               |
| 東南 | オーストラリア         | 男子/女子 | 1961 | 2005     | [ 21 ] [ 22 ]        |
| 西   | オマーン               | 男子      | 1978 | 1979     | [ 23 ]               |
| 西   | カタール               | 男子/女子 | 1960 | 1972     | [ 24 ]               |
| 東南 | カンボジア             | 男子      | 1933 | 1957     | [ 25 ]               |
| 東   | 北マリアナ諸島         | 男子      | 2005 | 2020     | [ 26 ] [ 27 ]        |
| 中央 | キルギス               | 男子/女子 | 1992 | 1994     | [ 28 ]               |
| 東   | グアム                 | 男子/女子 | 1975 | 1992     | [ 29 ]               |
| 西   | クウェート             | 男子      | 1952 | 1962     | [ 30 ]               |
| 西   | サウジアラビア         | 男子      | 1956 | 1959     | [ 31 ]               |
| 西   | シリア                 | 男子/女子 | 1936 | 1969     | [ 32 ]               |
| 東南 | シンガポール           | 男子/女子 | 1892 | 1954     | [ 33 ]               |
| 南   | スリランカ             | 男子      | 1939 | 1969     | [ 34 ]               |
| 東南 | タイ                   | 男子/女子 | 1916 | 1957     | [ 35 ]               |
| 東   | 大韓民国               | 男子/女子 | 1933 | 1954     | [ 36 ]               |
| 中央 | タジキスタン           | 男子      | 1936 | 1994     | [ 37 ]               |
| 東   | チャイニーズタイペイ   | 男子/女子 | 1936 | 1955     | [ 38 ]               |
| 東   | 中華人民共和国         | 男子/女子 | 1924 | 1974     | [ 39 ]               |
| 東   | 朝鮮民主主義人民共和国 | 男子/女子 | 1945 | 1954     | [ 40 ]               |
| 中央 | トルクメニスタン       | 男子      | 1949 | 1994     | [ 41 ]               |
| 東   | 日本                   | 男子/女子 | 1921 | 1954     | [ 42 ]               |
| 南   | ネパール               | 男子/女子 | 1951 | 1971     | [ 43 ]               |
| 西   | バーレーン             | 男子/女子 | 1957 | 1970     | [ 44 ]               |
| 南   | パキスタン             | 男子/女子 | 1947 | 1954     | [ 45 ]               |
| 西   | パレスチナ             | 男子/女子 | 1928 | 1998     | [ 46 ]               |
| 南   | バングラデシュ         | 男子/女子 | 1972 | 1974     | [ 47 ]               |
| 東南 | 東ティモール           | 男子      | 2002 | 2002     | [ 48 ] [ 49 ] [ 50 ] |
| 東南 | フィリピン             | 男子/女子 | 1907 | 1954     | [ 51 ]               |
| 南   | ブータン               | 男子      | 1983 | 1993     | [ 52 ]               |
| 東南 | ブルネイ               | 男子      | 1956 | 1970     | [ 53 ]               |
| 東南 | ベトナム               | 男子/女子 | 1962 | 1964     | [ 54 ]               |
| 東   | 香港                   | 男子/女子 | 1914 | 1954     | [ 55 ]               |
| 東   | マカオ                 | 男子/女子 | 1939 | 1976     | [ 56 ]               |
| 東南 | マレーシア             | 男子/女子 | 1933 | 1958     | [ 57 ]               |
| 東南 | ミャンマー             | 男子/女子 | 1947 | 1954     | [ 58 ]               |
| 南   | モルディブ             | 男子/女子 | 1982 | 1986     | [ 59 ]               |
| 東   | モンゴル               | 男子      | 1959 | 1998     | [ 60 ]               |
| 西   | ヨルダン               | 男子/女子 | 1945 | 1974     | [ 61 ]               |
| 東南 | ラオス                 | 男子/女子 | 1951 | 1980     | [ 62 ]               |
| 西   | レバノン               | 男子/女子 | 1933 | 1964     | [ 63 ]               |

### 過去の加盟協会
- イスラエル
- カザフスタン
  - 両協会は現在UEFAに所属。
- 南ベトナム
  - 北ベトナムサッカー協会（後のベトナムサッカー協会）へ吸収され、現在は存在しない。
- 南イエメン
  - 北イエメンサッカー協会（後のイエメンサッカー協会）へ吸収され、現在は存在しない。

## ランキング
AFCからは次のランキングが発表されている。

### AFC MA ランキング
2016年まで採用されていた、加盟協会 (Member Association) のランキング。FIFAランキングおよび、当季と過去4季のAFCチャンピオンズリーグ、AFCカップにおける協会所属クラブの成績から算出される。各大会への出場枠を決定する基準のひとつとなる。

### AFCクラブコンペティションランキング
加盟協会に所属するクラブチームの成績を元にしたランキング。当季と過去4季のAFCチャンピオンズリーグ (ACL)、AFCチャンピオンズリーグ2における成績から算出される。クラブごとの成績も算出されるが、ACL等のシード枠には適用されない。

### AFCクラブランキング
過去4季のACL・AFCカップにおける成績から算出されるAFC加盟クラブごとのランキング。ACL・AFCカップのシード枠等には反映されておらず、実質的に参考資料扱いとなっている。

## 大会一覧

### ナショナルチーム
| 男子: - AFCアジアカップ - AFCアジア予選 - AFC U23アジアカップ - AFC U20アジアカップ - AFC U17アジアカップ - AFC U-14選手権（2014） - AFCチャレンジカップ（2006-2014） - AFCソリダリティーカップ（2016） | 女子: - AFC女子アジアカップ - AFCオリンピックサッカー女子アジア予選 - AFC U20女子アジアカップ - AFC U17女子アジアカップ |

### クラブチーム
| 男子: - AFCチャンピオンズリーグエリート - AFCチャンピオンズリーグ2 - AFCチャレンジリーグ - アジアカップウィナーズカップ（1990-2002） - アジアスーパーカップ（1995-2002） | 女子: - AFC女子チャンピオンズリーグ - AFC女子クラブ選手権（2019-2024） |

### フットサル
| 男子: - AFCフットサルアジアカップ - AFC U20フットサルアジアカップ - AFCフットサルクラブ選手権 | 女子: - AFC女子フットサルアジアカップ |

### ビーチサッカー
- AFCビーチサッカーアジアカップ

### 大会結果
| 大会                                 | ウェブサイト |                    | 前回優勝               | 回数                          |  | 最新シーズン                  |
| ナショナルチーム                     |              |                    |                        |                               |  |                               |
| AFCアジアカップ                      | AFC公式      |                    | カタール               | 2                             |  | 2027 詳細（本大会 / 予選）    |
| AFC U23アジアカップ                  | AFC公式      | 日本               | 2                      | 2026 詳細                     |  |                               |
| アジア競技大会のサッカー競技（U-23） | OCA公式      | 韓国               | 6                      | 2026 詳細                     |  |                               |
| AFC U20アジアカップ                  | AFC公式      | オーストラリア     | 初                     | 2025 詳細                     |  |                               |
| AFC U17アジアカップ                  | AFC公式      | 日本               | 4                      | 2025 詳細                     |  |                               |
| AFCフットサルアジアカップ            | AFC公式      | イラン             | 13                     | 2026 詳細                     |  |                               |
| AFC U20フットサルアジアカップ        | AFC公式      | 日本               | 初                     | 未定 詳細                     |  |                               |
| AFCビーチサッカーアジアカップ        | AFC公式      | イラン             | 4                      | 2025 詳細                     |  |                               |
| 女子ナショナルチーム                 |              |                    |                        |                               |  |                               |
| AFC女子アジアカップ                  | AFC公式      |                    | 中華人民共和国         | 9                             |  | 2026 詳細（本大会 / 予選）    |
| アジア競技大会のサッカー競技         | OCA公式      | 日本               | 3                      | 2026 詳細                     |  |                               |
| AFC U20女子アジアカップ              | AFC公式      | 北朝鮮             | 2                      | 2026 詳細                     |  |                               |
| AFC U17女子アジアカップ              | AFC公式      | 北朝鮮             | 4                      | 2026 詳細                     |  |                               |
| AFC女子フットサルアジアカップ        | AFC公式      | イラン             | 2                      | 2025 詳細                     |  |                               |
| クラブチーム                         |              |                    |                        |                               |  |                               |
| AFCチャンピオンズリーグエリート      | AFC公式      |                    | アル・アハリ・サウジFC | 初                            |  | 2025-26 詳細（本大会 / 予選） |
| AFCチャンピオンズリーグ2             | AFC公式      | アル・シャルジャ   | 初                     | 2025-26 詳細（本大会 / 予選） |  |                               |
| AFCチャレンジリーグ                  | AFC公式      | アルカダグ         | 初                     | 2025-26 詳細（本大会 / 予選） |  |                               |
| AFCフットサルクラブ選手権            | AFC公式      | 名古屋オーシャンズ | 4                      | 未定 詳細                     |  |                               |
| 女子クラブチーム                     |              |                    |                        |                               |  |                               |
| AFC女子チャンピオンズリーグ          | AFC公式      |                    | 武漢江漢大学           |                               |  | 2025-26 詳細（本大会 / 予選） |

| 大会              | ウェブサイト |  | 前回優勝     | 回数 |  | 最新シーズン |
| eスポーツ         |              |  |              |      |  |              |
| AFC eアジアカップ | AFC公式      |  | インドネシア | 初   |  | 未定 詳細    |

## 殿堂入り
- ハリー・キューウェル
- バイチュン・ブティア
- ホマユン・ベザディ（英語版）
- アリ・ダエイ
- 奥寺康彦
- ホン・ミョンボ
- ソ・チン・アン
- サーミー・アル＝ジャービル
- 孫雯
- 澤穂希

## 決議
| 表彰: - アジア年間最優秀選手賞 - アジア年間最優秀ユース選手賞 | 資格: - AFCランキング |

## AFCとワールドカップ

### AFCからのワールドカップ出場国
| チーム           | 出場回数 | 出場年                                                                 |
| ---------------- | -------- | ---------------------------------------------------------------------- |
| 韓国             | 12       | 1954, 1986, 1990, 1994, 1998, 2002, 2006, 2010, 2014, 2018, 2022, 2026 |
| 日本             | 8        | 1998, 2002, 2006, 2010, 2014, 2018, 2022, 2026                         |
| イラン           | 7        | 1978, 1998, 2006, 2014, 2018, 2022, 2026                               |
| オーストラリア   | 7        | 1974, 2006, 2010, 2014, 2018, 2022, 2026                               |
| サウジアラビア   | 6        | 1994, 1998, 2002, 2006, 2018, 2022                                     |
| 北朝鮮           | 2        | 1966, 2010                                                             |
| インドネシア     | 1        | 1938                                                                   |
| イスラエル       | 1        | 1970                                                                   |
| クウェート       | 1        | 1982                                                                   |
| イラク           | 1        | 1986                                                                   |
| アラブ首長国連邦 | 1        | 1990                                                                   |
| 中華人民共和国   | 1        | 2002                                                                   |
| カタール         | 1        | 2022                                                                   |
| ヨルダン         | 1        | 2026                                                                   |
| ウズベキスタン   | 1        | 2026                                                                   |

- イスラエルは、1992年からUEFAに加盟
- オーストラリアは、2010年にAFCから初出場

インドは1950年ブラジルワールドカップアジア予選にエントリーした3カ国（戦後復興でどの国も余裕が無かった）のうちビルマ（現ミャンマー）とフィリピンが予選を棄権した為、1950年ブラジルワールドカップ本大会出場権を得ている。ところが、裸足での参加を国際サッカー連盟（FIFA）に拒否されたという理由で、大会直前に参加を辞退した。その後、1952年ヘルシンキ五輪（ヘルシンキ五輪ではインド代表が出場し、裸足でプレーした）の後、サッカー競技規則第4条競技者の用具の項でシューズ着用義務が明確に規定されるようになった。
このように長年にわたって、裸足でのプレーを拒まれたため、インドが1950年のワールドカップを棄権したものと考えられてきたが、2011年のロサンゼルス・タイムズ紙の調査で、「一番の大きな理由は、当時のインドにとっては、オリンピックのみが重要で、FIFAワールドカップの重要性を認識していなかった財政難のインドサッカー連盟がオリンピックに集中したかった為」と判明した（もう一つの棄権理由だったブラジルワールドカップの旅費も、実際はW杯組織委員会が大部分を負担すると約束していたことがわかっている）。

### ワールドカップへの道程
FIFAワールドカップ本大会及び各大陸予選も、FIFA主催であるが、現在では各大陸予選の運営に関しては、各地域連盟に任されている。ところが、以前のアジア予選では違っていた。例えば、1994年アメリカ大会アジア予選では、FIFAのW杯組織委員会が検討・決定したが、AFCは単なるオブザーバーとして会議に出席しただけだった。アジア予選の大会運営もFIFAが総責任者にFIFA副会長のコロスコフ(ロシア)を就任させるなど人を送り込んでFIFAが直接行い、AFCはその下働きに徹した。それまで予選ではその予選の地域連盟の審判が起用されていたが、アメリカ大会アジア最終予選の審判は、全13名ともヨーロッパ人が指名され、さらにW杯や五輪の経験があるトップクラスの審判はわずか2名であった。現在のアジア予選では、AFCが検討・決定したものを、FIFAのW杯組織委員会が承認している。AFCの予選では、AFC所属の審判が起用されている(2003年から国際Aマッチデー制度が始まり、予選が同じ日に世界中で行われるようになったため、現在では以前のように地域連盟の予選の審判はその地域連盟の審判が務めるようになった)。
もともとAFC加盟国の地理的範囲が極めて広大であったことに加え、出場国数が漸増してきたこと、しばしば政情不安や国家間紛争が起きたこともあり、予選の方式は大会ごとに変更されてきており、ホーム・アンド・アウェー方式以外にも集中開催方式（1国で集中開催）やダブルセントラル方式（開催期間を2つに分け2国で開催）が用いられた時期もある。
| 大会                                     | 参加チーム | 出場枠  | 予備予選 | 1次予選    | 2次予選 | 3次予選 | 最終予選 | 地区PO | 大陸間PO |     |
| ---------------------------------------- | ---------- | ------- | -------- | ---------- | ------- | ------- | -------- | ------ | -------- | --- |
| 1986年メキシコ大会予選                   | 27チーム   | 2       | -        | H&A        | H&A     | -       | H&A      | -      | -        |     |
| 1990年イタリア大会予選                   | 26チーム   | 2       | -        | H&A・WC    | -       | -       | C        | -      | -        |     |
| 1994年アメリカ大会予選                   | 30チーム   | 2       | -        | WC         | -       | -       | C        | -      | -        |     |
| 1998年フランス大会予選                   | 36チーム   | 3.5     | -        | H&A・C・WC | -       | -       | H&A      | C      | H&A      |     |
| 2002年日韓大会予選                       | 40チーム   | 2.5(+2) | -        | H&A・C・WC | -       | -       | H&A      | H&A    | H&A      |     |
| 2006年ドイツ大会予選                     | 39チーム   | 4.5     | H&A      | H&A        | -       | -       | H&A      | H&A    | H&A      |     |
| 2010年南アフリカ大会予選                 | 43チーム   | 4.5     | -        | H&A        | H&A     | H&A     | H&A      | H&A    | H&A      | H&A |
| 2014年ブラジル大会予選                   | 43チーム   | 4.5     | -        | H&A        | H&A     | H&A     | H&A      | H&A    | H&A      | H&A |
| 2018年ロシア大会予選                     | 46チーム   | 4.5     | -        | H&A        | H&A     | -       | H&A      | H&A    | H&A      |     |
| 2022年カタール大会予選                   | 46チーム   | 4.5(+1) | -        | H&A        | H&A     | -       | H&A      | C      | C        |     |
| 2026年カナダ・メキシコ・アメリカ大会予選 | -チーム    | 8.5     | -        | H&A        | H&A     | -       | H&A      |        |          |     |

1998年アジア予選以降は、最終予選で直接出場出来る枠の他にも、大陸間プレーオフ（ホーム・アンド・アウェー方式）に勝利した上で出場できる枠が与えれている。
| アジア 予選                                                                       | AFCからの出場チーム | 対戦相手                                                    | 対戦結果           | 対戦結果  | 対戦結果       |
| アジア 予選                                                                       | AFCからの出場チーム | 対戦相手                                                    | 第1戦              | 第2戦     | 合計           |
| --------------------------------------------------------------------------------- | ------------------- | ----------------------------------------------------------- | ------------------ | --------- | -------------- |
| 1998                                                                              | イラン○             | オーストラリア (オセアニア予選1位)                          | 1 - 1 (H)          | 2 - 2 (A) | 3 - 3 (a)      |
| 2002                                                                              | イラン              | アイルランド○ (ヨーロッパ予選各組2位チームのうち成績最上位) | 0 - 2 (A)          | 1 - 0 (H) | 1 - 2          |
| 2006                                                                              | バーレーン          | トリニダード・トバゴ○ (北中米カリブ海予選4位)               | 1 - 1 (A)          | 0 - 1 (H) | 1 - 2          |
| 2010                                                                              | バーレーン          | ニュージーランド○ (オセアニア予選1位)                       | 0 - 0 (H)          | 0 - 1 (A) | 0 - 1          |
| 2014                                                                              | ヨルダン            | ウルグアイ○ (南米予選5位)                                   | 0 - 5 (H)          | 0 - 0 (A) | 0 - 5          |
| 2018                                                                              | オーストラリア○     | ホンジュラス (北中米カリブ海予選4位)                        | 0 - 0 (A)          | 3 - 1 (H) | 3 - 1          |
| 2022                                                                              | オーストラリア○     | ペルー(南米予選5位)                                         | 0 - 0 (N) (5–4 PK) | -         | 0 - 0 (5–4 PK) |
| 凡例：○が勝者。(H)はAFCのチームのホームゲーム、(A)はAFCのチームのアウェーゲーム。 |                     |                                                             |                    |           |                |

2022年カタール大会予選に関しては、アジアは4か国の出場枠と開催国枠であるカタールに加え、1か国のプレーオフ枠があり（いわゆる4.5枠）、以下の予選方式を採用している。
- 予選には46チームが参加。2019年4月のFIFAランキングを基にシード順位を決定。FIFAランキング下位12チームは1次予選から参加、上位34チームは1次予選を免除され、2次予選から参加する（2022 FIFAワールドカップ・アジア予選#出場チームを参照）。1次予選と2次予選はAFCアジアカップ2023 1次予選・2次予選と共有する。
- 1次予選はAFCアジアカップ2023 1次予選も兼ね、12チームが6カードに分かれ、それぞれホーム・アンド・アウェーで2試合を行い、勝者6チームが 2022 ワールドカップアジア2次予選並びにAFCアジアカップ2023 2次予選進出。
- 2次予選はAFCアジアカップ2023 2次予選も兼ね、40チーム（1次予選突破の6チーム＋1次予選のみ免除の34チーム）が8つのグループに分かれ（グループHは北朝鮮が予選中に出場辞退したため4チーム、他の7グループは5チーム）、1次予選同様それぞれホーム・アンド・アウェーで2試合を行い、各組1位のチームと、各組2位チームのうち成績上位4チーム（合計12チーム）はワールドカップの最終予選に進出するとともにアジアカップ2023への出場権を獲得。ただし、本大会開催国として既に出場権を獲得しているカタールがグループ1位または各組2位のうち成績上位4チームに入った場合はその分が繰り上がりとなり、各組2位チーム中成績第5位のチームが代わってワールドカップの最終予選に進出する。各組2位のうち成績下位3チームおよび各組3位・4位、各組5位チームのうち成績上位3チーム (計22チーム)はAFCアジアカップ2023予選3次予選へ進出。各組5位チームのうち成績下位4チームはAFCアジアカップ2023予選プレーオフへ進出する。
- 最終予選は12チームを6チームずつ2つのグループに分け、各組でホーム・アンド・アウェー総当たり方式のリーグ戦を行う。各組上位2チームが本大会出場権獲得。
- また最終予選の各グループ3位チームは中立地（カタール）で1試合勝負のプレーオフを行い、この勝者がアジア5位国として南米予選5位チームとの大陸間プレーオフに出場。これも勝てば本大会出場権獲得。

### 出場枠の動向
FIFAワールドカップ各地域予選でのW杯本大会出場枠は、W杯本大会での各地域連盟勢の成績によって、増減する。2006 FIFAワールドカップドイツ大会で、1カ国も決勝トーナメント進出が出来なかったアジア勢は、2010 FIFAワールドカップ・アジア予選から本大会出場枠を4.5から3.5に減らされる可能性があった。そこで、AFCはFIFAに、本大会ベスト16の成績を残したオーストラリアがAFCに転籍したことなどを訴え、ワールドカップ出場枠の維持に成功した。
なお、FIFA会長ゼップ・ブラッターは2010 FIFAワールドカップ南アフリカ大会でのアフリカ勢の活躍次第で、2014 FIFAワールドカップブラジル大会の出場枠を再検討することを示唆し、アジア勢が低迷すれば、出場枠が減らされる可能性があったが、アジアからは日本と韓国がベスト16入りしたことから、出場枠は4.5に維持された。
2014 FIFAワールドカップではアジア勢が1勝もできずにグループリーグで敗退したため、アジアからの出場枠が減らされる可能性があったが、2015年5月30日のFIFA臨時理事会において2018 FIFAワールドカップロシア大会・2022 FIFAワールドカップカタール大会においてブラジル大会と同じ出場枠とすることが承認されたため、アジアの出場枠4.5が維持された（2022年はカタールが開催国枠として別途出場する） 。